# Weh

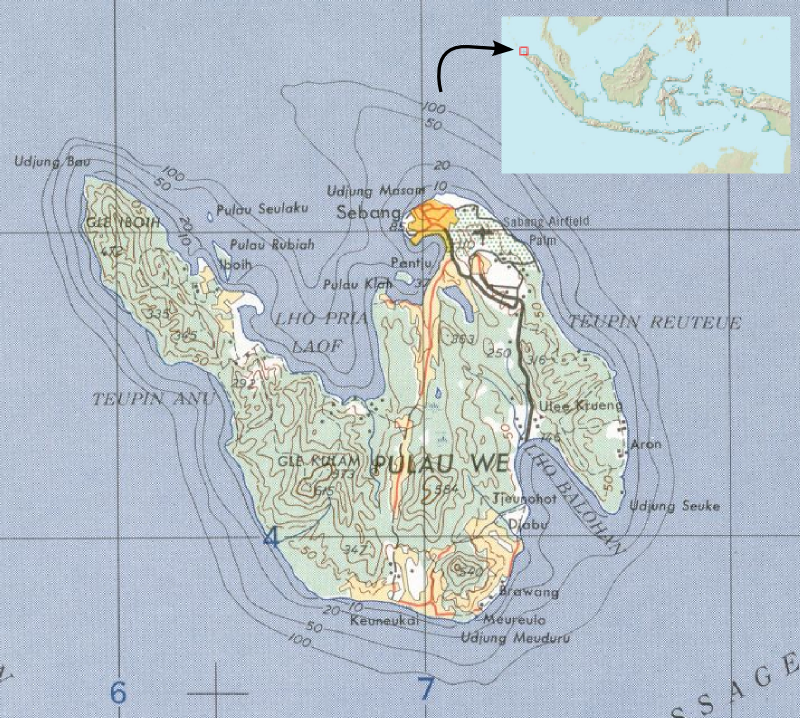
Mapa da ilha Weh

A ilha Weh, Pulau Weh ou Pulo Weh é um pequeno mas activo vulcão e ilha a noroeste de Samatra (5° 49′ N, 95° 17′ L). A ilha era originalmente ligada a Samatra mas ficou separada durante a última erupção no Pleistoceno. Weh está situada no Mar de Andamão, em decorrência de complexa falha geológica formada pelo movimento histórico da pequena e ativa placa tectônica sobre a qual o mar se localiza. A maior localidade da ilha, Sabang, é a cidade mais ocidental e mais setentrional da Indonésia.
A ilha é conhecida pelo seu ecossistema; o governo indonésio declarou 60 km² de terra e mar como área de protecção natural.[carece de fontes?] Um espécime do raríssimo tubarão-boca-grande já foi encontrado na ilha, que também é o único habitat natural conhecido do sapo Duttaphrynus valhallae.
O sismo e tsunami de Dezembro de 2004 devastou a costa da ilha, ainda que o dano tenha sido relativamente pequeno se comparado com o de outras regiões.